# Park am Wasserschloss

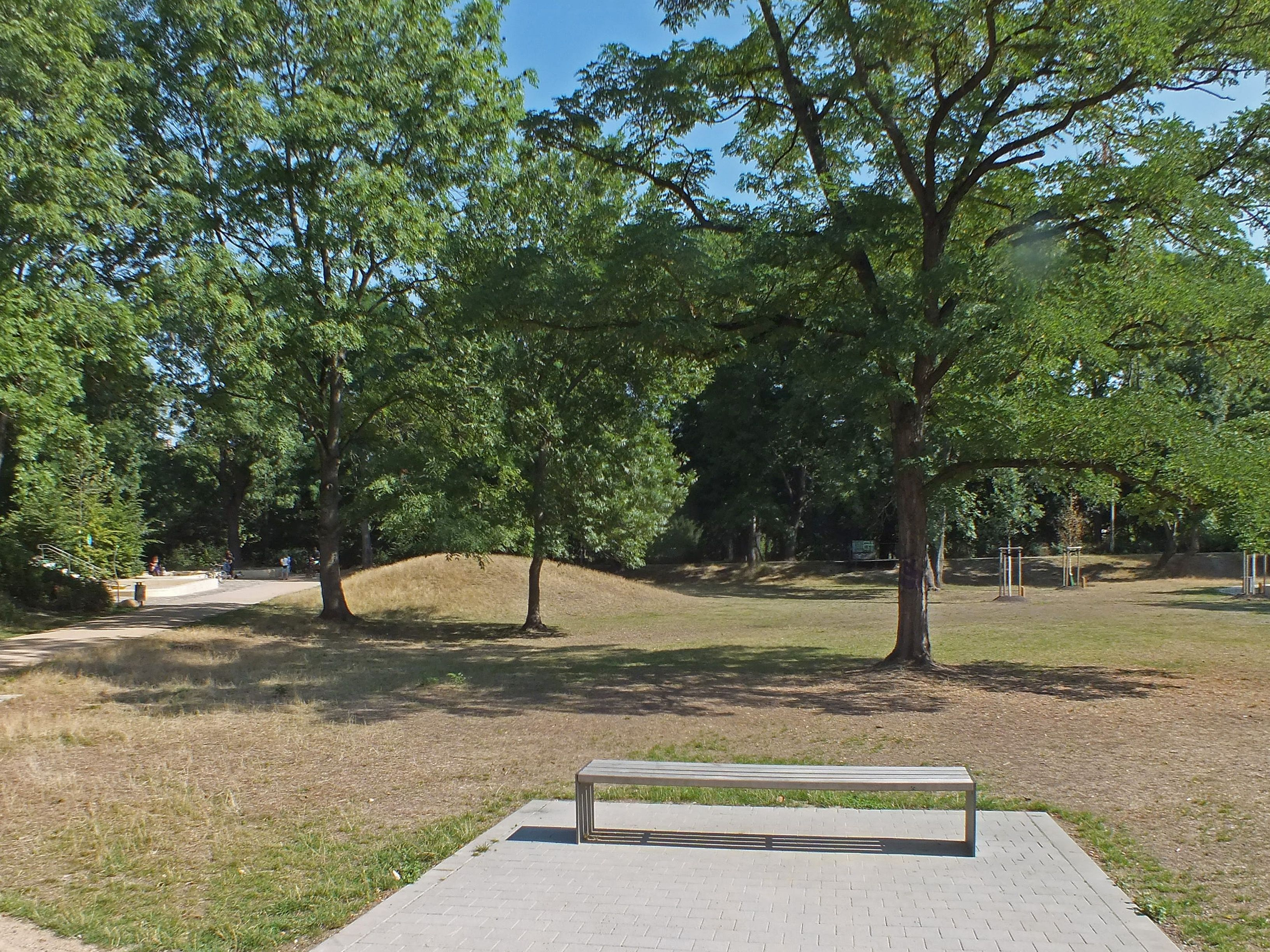
Parkanlage Am Wasserschloss (2022)

Park am Wasserschloss (auch Wasserschloss Leutzsch) ist der Name einer Parkanlage einschließlich eines Kinderspielplatzes im Leipziger Stadtteil Leutzsch. Die Anlage ist der einzige größere öffentliche Grünbereich im Stadtteil, geht auf einen Gutspark zurück und steht unter Denkmalschutz.

## Lage und Gestalt
Der 2,7 Hektar große Park liegt im Zentrum von Leutzsch und wird begrenzt von der Straße Am Wasserschloß, der Hans-Driesch-Straße und der Rückseite der Bebauung der Georg-Schwarz-Straße mit dem ehemaligen Leutzscher Rathaus. Die William-Zipperer-Straße durchquert den Park als Fußweg.

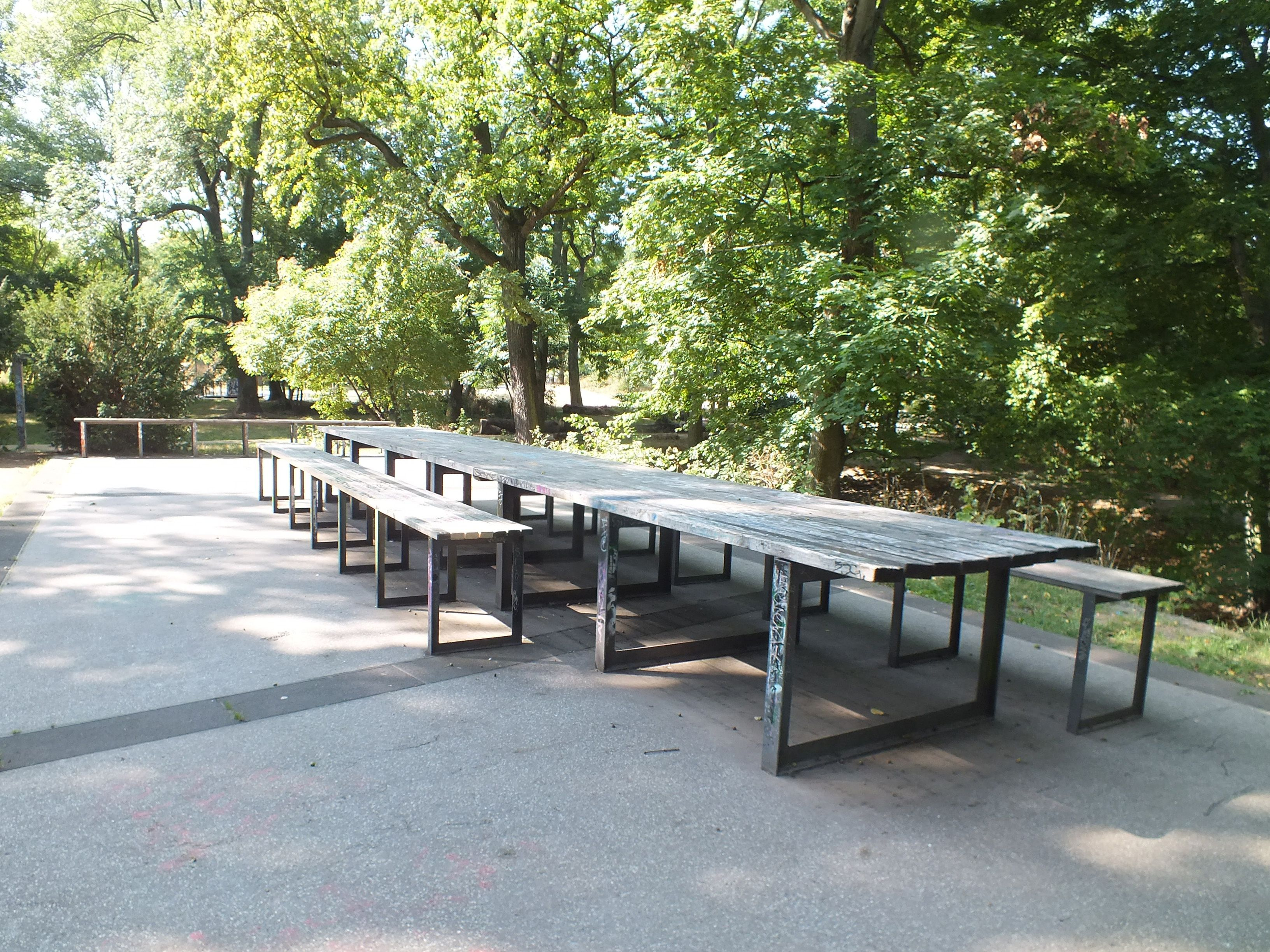
Die „Rittertafel“ (2022)
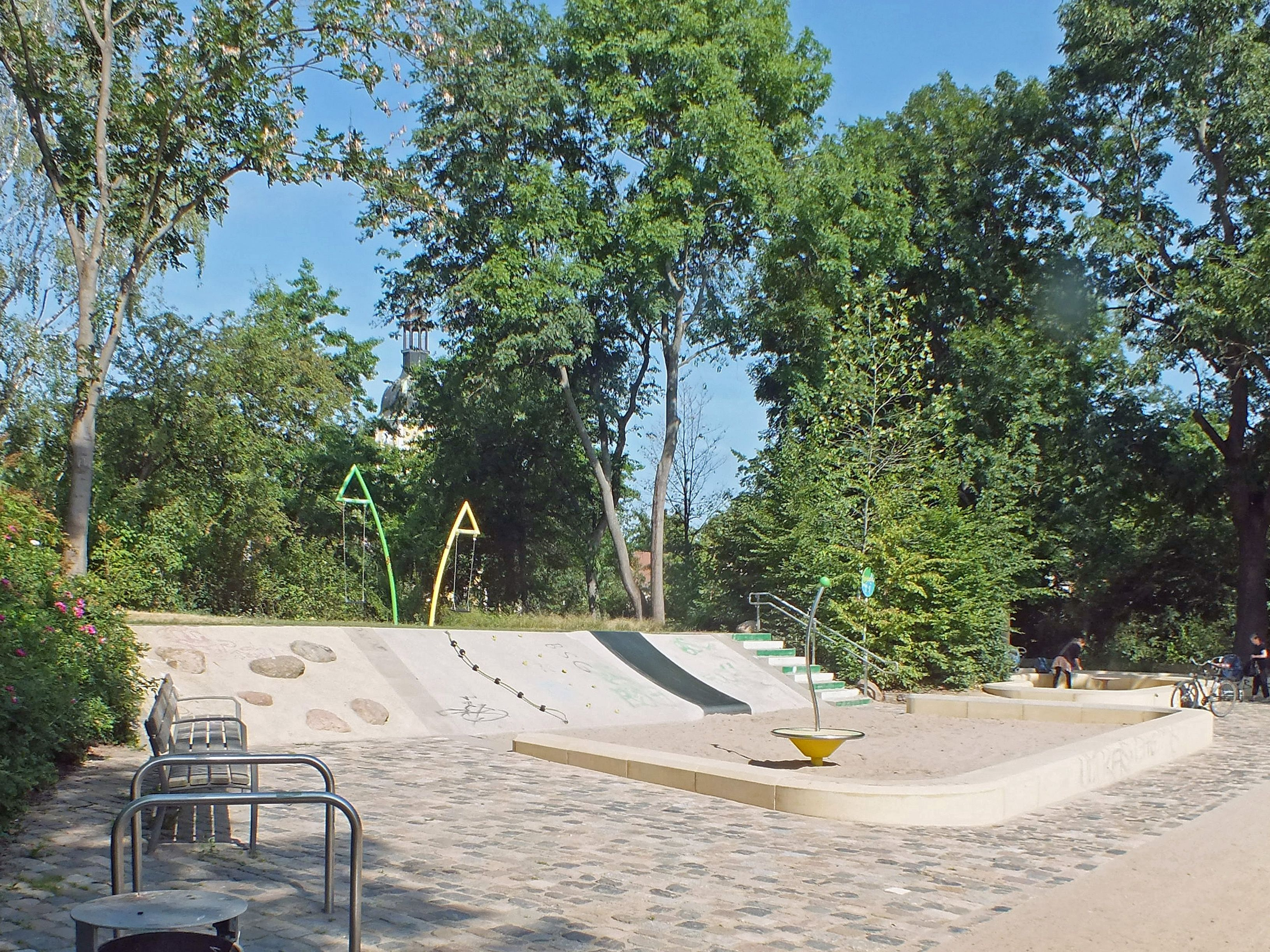
Kinderspielplatz (2022)

Sie teilt den Park in einen nördlichen und einen südlichen Bereich. Der nördliche Teil ist fast durchgehend bewaldet und weist einen zum Teil alten Baumbestand auf, wie zum Beispiel eine Stieleiche von 1890. Infolge der früheren Grabenanlage um das als Wasserschloss bezeichnete ehemalige Gebäude (auch  Weißes Haus) ist das Geländeprofil sehr bewegt. Der erhöhte ehemalige Standort des Weißen Hauses ist betoniert und enthält, auf die Historie hindeutend, einen überdimensionalen Tisch, die „Rittertafel“. Vom Rundweg des nördlichen Teils des Parks zweigt der Zugang zur Rittertafel durch einen symbolischen eisernen Türrahmen ab.
Im Gegensatz zum „ruhigen“ nördlichen Teil ist der südliche dem Kinderspiel und dem Sport gewidmet. Der Kinderspielplatz enthält neben zwei großen Sandspielflächen einen Rutsch- und Kletterhang sowie zwei Schaukeln und ein Drehkarussell. Eine begehbare schneckenartige Plastik aus Betonteilen erinnert an eine Ritterburg.
Zur sportlichen Betätigung stehen eine Streetball- und eine Calisthenics-Anlage bereit.

## Geschichte
Die erste Bebauung des Geländes wird für das 11. Jahrhundert als ein durch Gräben und Wälle gesicherter Hof vermutet, der später erweitert und als Sattelhof bezeichnet wurde. Im Dreißigjährigen Krieg verwüsteten die schwedischen Truppen den Hof, sodass er abgerissen werden musste. 1648 entstanden ein von einem Wassergraben umgebenes Herrenhaus, das auch Wasserschloss oder später Weißes Haus genannt wurde, und benachbarte Wirtschaftsgebäude, weiter unter der Bezeichnung Sattelhof.

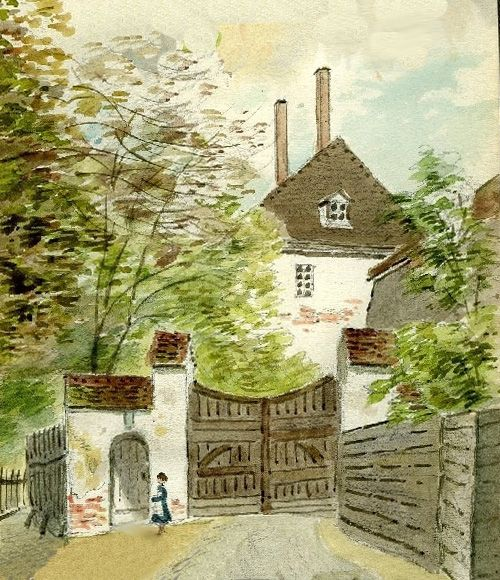
Eingang zum Sattelhof (1904)
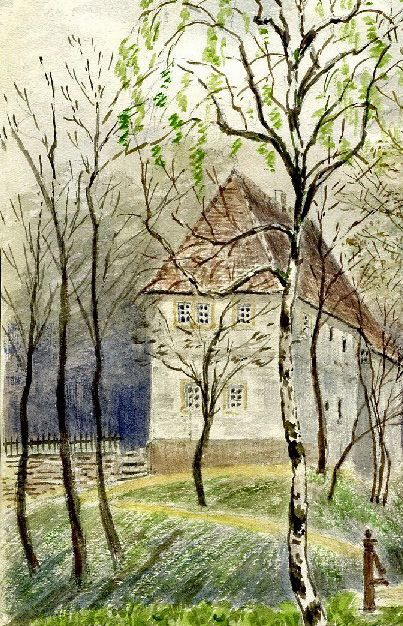
Das Weiße Haus (1890)

1862 erwarb der Cellist des Gewandhausorchesters Andreas Grabau (1808–1884) den Sattelhof als Wohnhaus und verhinderte den vorgesehenen Abriss des benachbarten Weißen Hauses für die Errichtung eines Fabrikgebäudes. 1910 war der Sattelhof baufällig, sodass er abgerissen werden musste. Obwohl in den 1960er Jahren Überlegungen zum Denkmalschutz des Weißen Hauses und zur Gestaltung des Umfeldes bestanden, ließ es der Stadtbezirksrat Leipzig-West 1973 abreißen.
Eine lieblose Behandlung des Geländes folgte, sodass Anfang der 1990er Jahre Verwahrlosungstendenzen sichtbar wurden. Ende des Jahrzehnts begannen erste Instandsetzungsarbeiten, und bis 2004 wurde eine mit Leutzscher Bürgern beratene Konzeption umgesetzt, die zu der oben beschriebenen Anlage des nördlichen Teils führte. 2017/2018 und 2020 folgten die Errichtung und die Erweiterung des Kinderspiel- und des Sportbereichs.